# Bang Your Head (Metal Health)
Bang Your Head (Metal Health) è un singolo del gruppo musicale statunitense Quiet Riot, estratto dal loro album Metal Health nel 1983.

## Tracce
7" Single Epic A-4079
1. Metal Health (single version) – 4:13
2. Love's a Bitch (live) – 4:45

12" Maxi Epic TA 3968
1. Metal Health – 5:16
2. Love's a Bitch (live) – 4:45
3. Cum On Feel the Noize – 4:49
4. Let's Get Crazy (live) – 4:37